# N'Tjikouna
N'Tjikouna è un comune rurale del Mali facente parte del circondario di Sikasso, nella regione omonima.
Il comune è composto da 5 nuclei abitati:
- Diamabougou
- Diessoni
- N'Golola
- N'Tjikouna
- Yeretebougou